# Hans Kühtz

Hans Kühtz

Hans Fritz Kühtz (* 15. Februar 1894 in Wiesenburg; † nach 1943) war ein deutscher Politiker (NSDAP) und SS-Führer.

## Leben und Wirken
Nach dem Besuch des Realgymnasiums in Zerbst und Brandenburg legte Hans Kühtz das Abitur in Magdeburg ab. Bei Beginn des Ersten Weltkriegs trat er in das Fußartillerie-Regiment 4, Magdeburg, ein. Später wechselte er in das Regiment 8 in Metz. Von Januar 1915 bis Ende 1918 kämpfte Kühtz an der Westfront. Im Krieg, aus dem er als Vizefeldwebel heimkehrte, wurde er unter anderem mit dem Eisernen Kreuz II. Klasse ausgezeichnet.
Von 1919 bis 1921 absolvierte Kühtz eine kaufmännische Ausbildung. Danach verdiente er seinen Lebensunterhalt als selbständiger Kaufmann, Angestellter, Vertreter und kommissarischer Geschäftsführer einer Landkrankenkasse. Politisch engagierte Kühtz sich seit 1919 in Kreisen der extremen Rechten: 1919 wurde er Mitglied des Deutschvölkischen Schutz- und Trutzbundes. 1920 trat er in die Deutschsoziale Partei, 1923 in die Deutschvölkische Freiheitsbewegung und 1925 in den Stahlhelm ein. Zum 20. September 1926 wechselte er in die NSDAP (Mitgliedsnummer 44.033). Seit 1930 war er Mitglied der SS (SS-Nummer 2.521), für die er seit Juni 1934 als hauptamtlicher SS-Führer tätig war. Am 9. November 1934 wurde er zum SS-Standartenführer und am 30. Januar 1938 zum SS-Oberführer befördert.
Von April 1938 bis zum Ende der NS-Herrschaft im Frühjahr 1945 saß Kühtz als Abgeordneter für den Wahlkreis 10 (Magdeburg) im nationalsozialistischen Reichstag.

## Ehe und Familie
Kühtz heiratete am 5. November 1921 in Freienwalde (Oder) Karoline Ernestine Elisabeth Hager (* 15. Juni 1896 in Freienwalde (Oder)).